# 小行星21623
小行星21623（21623 Albertshieh）是一颗绕太阳运转的小行星，为主小行星带小行星。该小行星于1999年6月9日发现。

## 轨道参数
小行星21623的轨道半长轴为2.3831802 UA，离心率为0.090。